# Ulrich Rühle
Ulrich Rühle (* 1940 in Chemnitz) ist ein deutscher Autor.
Er studierte Musik, Musikwissenschaften und Germanistik in Freiburg und Heidelberg. Von 1970 bis 2001 war Rühle Lehrer für diese Fächer. Rühle hat Erfahrung in der Theaterarbeit mit Jugendlichen. Er ist Mitarbeiter verschiedener Musikzeitschriften.

## Veröffentlichungen
- Die Jugend grosser Komponisten – Wie sie wurden, was sie waren; dtv-Verlag, (1. Januar 1983)
- … ganz verrückt nach Musik. Die Jugend grosser Komponisten; dtv junior; 1995, ISBN 3423703792
- Locos por la música: la juventud de los grandes compositores (Humanidades / Humanities) (Taschenbuch); Alianza Editorial; Auflage: Tra (30. Juni 2004)
- Komponistenlexikon für junge Leute. 164 Porträts von der Renaissance bis zur Gegenwart; Verlag: Atlantis Musikbuch; 2007, ISBN 3407777744
- CD WISSEN Junior – Michael Schanze erzählt … CD1-CD4; audio media verlag GmbH; Auflage: 1., Aufl. (15. Februar 2009), ISBN 386804048X